# Corconte
Corconte es una localidad del municipio de Campoo de Yuso (Cantabria, España). En el año 2008, contaba con una población de 48 habitantes (INE). La localidad se encuentra a 847 m s. n. m. (metros sobre el nivel del mar), y a 8 km  de la capital municipal, La Costana. Se ubica en el límite provincial con Burgos.
Por el borde sur de esta población pasa la carretera CA-171. La línea de transporte público Reinosa-Cabañas de Virtus-Arija dispone de una parada en la localidad.
El pueblo es famoso por su agua, conocida y embotellada como «Agua de Corconte». Muy cerca de esta localidad, pero ya dentro de los límites de la provincia de Burgos, está el Balneario de Corconte y también el lugar donde se embotella el agua. A pesar de esto, el agua surge en territorio de Cantabria y se considera, por tanto, cántabra. En la localidad se encuentra el Centro de Interpretación del Embalse del Ebro.